# Trou noir binaire
Pour les articles homonymes, voir Trou noir (homonymie).
 (septembre 2023).

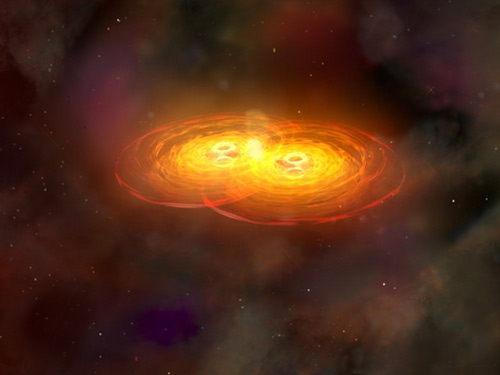
Vue d'artiste de deux trous noirs en train de fusionner.

Un trou noir binaire ou un système binaire de trous noirs est un système binaire composé de deux trous noirs en orbite l'un autour de l'autre. Ils sont l'une des plus grandes sources d'ondes gravitationnelles de l'univers observable.
Ce système binaire serait instable en raison d'une certaine perte de moment cinétique avec le temps. Conséquemment, les trous noirs se rapprochent l'un de l'autre jusqu'à ce qu'ils fusionnent, ce qui crée des changements de caractéristiques qui entraînent certains changements structurels au sein d'une hypothétique galaxie hôte.
La formation d'un système multiple de trous noirs, dont le trou noir binaire est un cas particulier, se produirait lors de la fusion de galaxies. Ainsi, lorsque ces dernières entrent en collision, les trous noirs supermassifs situés au centre de chacune d'elles se mettent à interagir gravitationnellement les uns avec les autres.

## Évolution

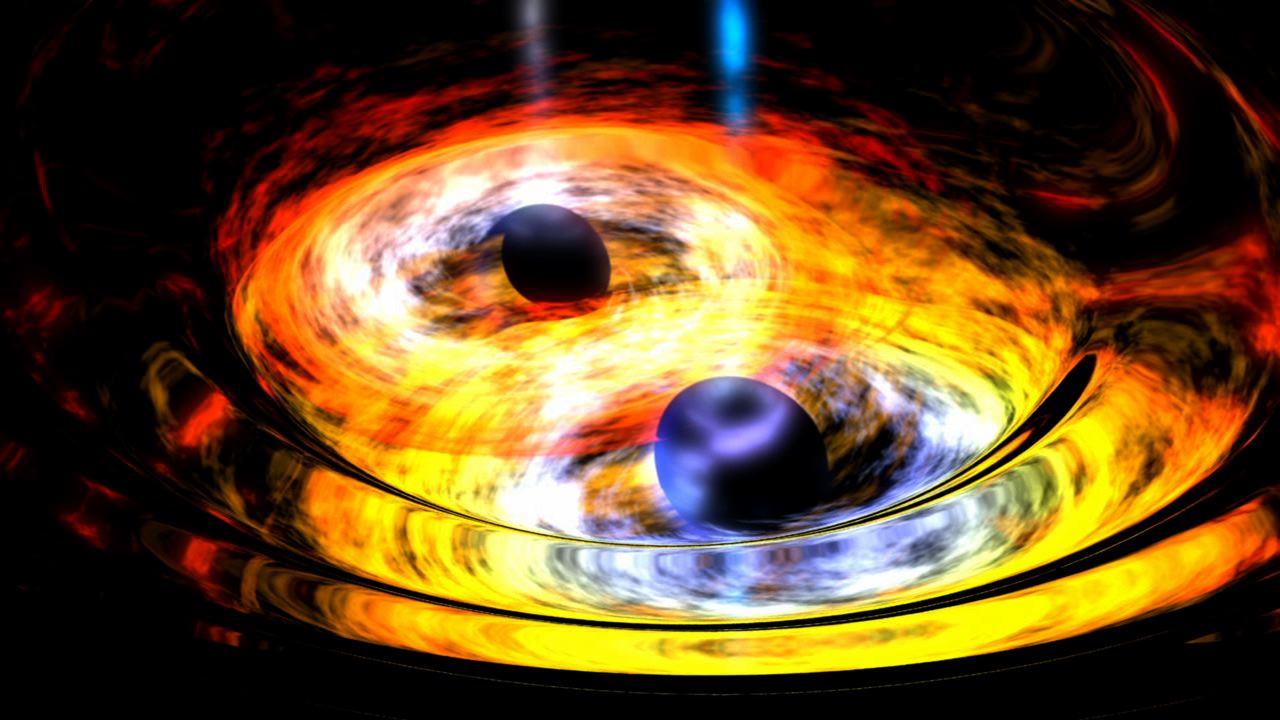
Vue d'artiste de deux trous noirs supermassifs en cours de fusion.

L'évolution d'un trou noir binaire est divisée en trois étapes : l'inspiral ou déclin d'orbite, la fusion et le ring-down.
1. Inspiral : lors de l'inspiral, la distance entre les deux trous noirs diminue au fur et à mesure que le moment cinétique se perd sous forme d'ondes gravitationnelles. Cette étape se termine au moment où le trou noir le moins massif atteint la dernière orbite circulaire stable (ICSO), où les deux trous noirs sont le plus près l'un de l'autre avant de fusionner, en d'autres termes, c'est le dernier tour d'orbite qui sera fait avant l'orbite plongeante.
Selon les modèles numériques, lorsque les deux trous noirs se rapprochent l’un de l’autre, leurs horizons des évènements commencent à changer de forme, présentant des aspérités en forme de bec de canard orientées l'une vers l'autre. Ces saillies deviennent de plus en plus importantes jusqu'à ce qu'elles entrent en contact. À ce moment, l'horizon des évènements commun a une forme en X très étroite au point de rencontre et crée une sorte de pont[7].
2. La fusion correspond à la fusion des singularités.
3. Le Ring-down est le réajustement de la masse, de la charge et de la rotation du trou noir résultant.

Les caractéristiques précises de chacune des étapes dépendent de la masse, de la charge et du moment cinétique de chacun des deux trous noirs impliqués. Après la dernière étape, le trou noir résultant est plus massif et possède une direction de rotation qui diffère de celles des trous noirs initiaux, ce qui amène certains changements structurels au sein de la galaxie hôte.

## Modélisation
Certains modèles algébriques simplifiés peuvent être utilisés lorsque les trous noirs sont éloignés. Cependant, à partir d'une certaine distance, des modèles impliquant la relativité numérique (en) sont nécessaires[réf. nécessaire].
En 2005, Frans Pretorius est parvenu à simuler la fusion complète de deux trous noirs ; la phase finale de ce processus est plus simple[Comment ?] qu’on l’imaginait et surtout plus courte : de l’ordre de la milliseconde.

### Problème du parsec final

Avant de perdre de l'énergie sous forme d'ondes gravitationnelle, le trou noir binaire peut en perdre par assistance gravitationnelle de la matière située à proximité.

La séparation initiale de deux trous noirs supermassifs au centre d'une galaxie est généralement de quelques dizaines de parsecs (pc). Ceci est la séparation au cours de laquelle les deux trous noirs forment un système relié, dit binaire.
Selon les simulations, la variation d'ondes gravitationnelles devient significative lorsque le système binaire a une séparation beaucoup plus petite, d'environ 0,01 à 0,001 pc. Le passage entre la distance initiale du système binaire et celle où il émet une quantité significative d'ondes gravitationnelles est appelé le problème du parsec final (final-parsec problem).
Certaines solutions au problème du parsec-final ont été proposées. La plupart impliquent l'interaction d'un système binaire massif avec la matière environnante, soit avec des étoiles ou le milieu interstellaire, qui peuvent entraîner une perte d'énergie du système binaire et ainsi réduire la distance entre les trous noirs. Ainsi, par exemple, le système binaire peut injecter de l'énergie aux étoiles passant à proximité par assistance gravitationnelle. Une autre hypothèse envisagée pour expliquer le problème du parsec final est l'implication d'un troisième trou noir ; la première fusion simultanée de trois trous noirs est observée en 2019.

## Observation

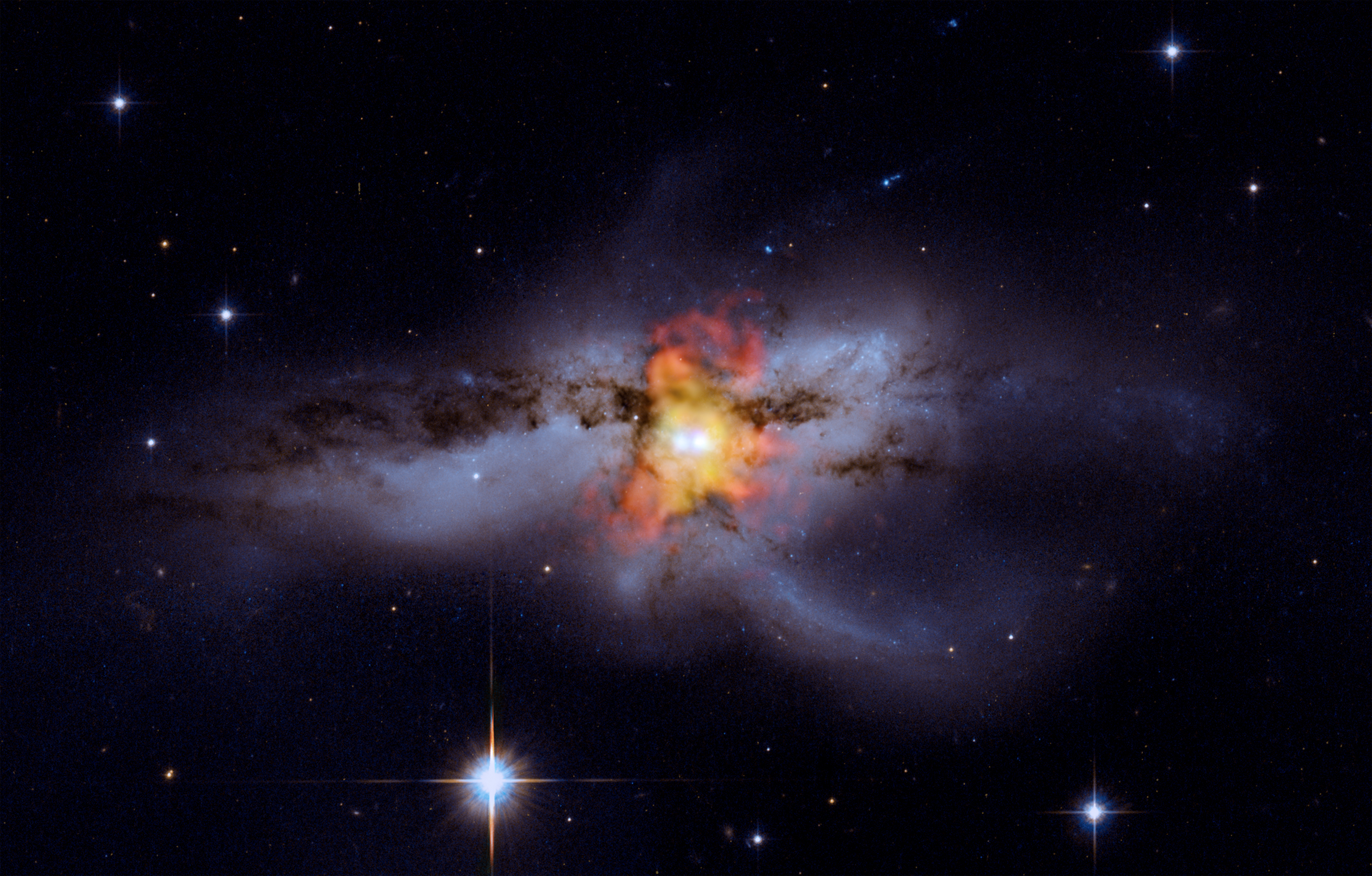
La formation de trous noirs binaires proviendrait principalement de la fusion de galaxies, comme l'exemple de NGC 6240 ci-dessus.

Schéma du système OJ 287.

Le noyau double de la galaxie d'Andromède pourrait indiquer la formation d'un trou noir binaire.

Deux trous noirs dans la galaxie NGC7727. L'analyse de spectre contribua à identifier les masses de ces trous noirs.

On retrouve certains d'entre eux dans des galaxies à noyaux doubles encore très éloignées telles NGC 6240. Des trous noirs binaires plus près de la Voie lactée pourraient se situer dans des galaxies telles SDSS J104807.74+005543.5 et EGSD2 J142033.66 525917.5,, qui n'ont qu'un seul noyau présentant des raies d'émission doubles. D'autres noyaux galactiques, tels celui de OJ 287, ont des émissions périodiques suggérant qu'il s'y trouve des objets très massifs qui orbitent autour d'un trou noir central.
En plus des candidats précédents, on remarque la présence de trou noirs binaires dans les objets suivants :
- 4C +37.11 ;
- SDSS J120136.02+300305.5[16] ;
- PG 1302-102[17].

En 2014, on a recensé l'existence d'au moins cinq systèmes triples :
- SDSS J150243.09+111557.3[18] ;
- GOODS J123652.77+621354.7[19] ;
- 2MASX J10270057+1749001 (SDSS J1027+1749)[20] ;
- SDSS J084905.51+111447.2[21].

Le 11 février 2016, des chercheurs du LIGO annoncent avoir découvert des ondes gravitationnelles en provenance d'un système binaire ayant fusionné, composé de deux trous noirs et situé à environ 1,3 milliard d'années-lumière.
En 2021, des chercheurs ont découvert dans la galaxie NGC 7727 une paire de trous noirs supermassifs grâce au Très Grand Télescope (VLT) de l'observatoire européen austral. Ces deux trous noirs sont séparés de seulement 1 600 années-lumière. Cette faible séparation ainsi que la vitesse calculée a permis aux chercheurs de conclure encore que ces deux trous noirs sont en train de se fusionner et deviendront un seul trou noir dans les 250 millions d'années. En analysant le spectre des étoiles brillantes dans cette galaxie, lequel est affecté par la gravité des trous noirs, les chercheurs ont mesuré la masse des trous noirs de façon précise.